# Оболоник Ілля Іванович
Ілля́ Іва́нович Оболоник (2 серпня 1999, м. Конотоп, Сумська область, Україна — 26 жовтня 2023, Кринки, Херсонська область, Україна) — старший солдат Збройних сил України, учасник російсько-української війни, який загинув у ході російського вторгнення в Україну.

## Життєпис
Народився у серпні 1999 року в місті Конотоп Сумської області. Закінчив конотопську загальноосвітню школу №11. Шукав себе у різних сферах, захоплювався спортом і татуюваннями.
Під час повномасштабного російського вторгнення в Україну пішов захищати свою Батьківщину в лавах Збройних сил України. Ілля проходив службу в 60-й окремій механізованій бригаді, був гранатометником.
Загинув 26 жовтня 2023 року під час бойового завдання поблизу села Кринки на Херсонщині. Похований 3 листопада в Конотопі.

## Вшанування памʼяті
Кортеж з тілом загиблого героя мешканці міста Конотоп зустріли живим коридором пошани, який розтягнувся по всьому Проспекту Миру, а також по вулиці Богдана Хмельницького та Братів Лузанів. Відспівували Іллю на наступний день в Соборі Різдва Пресвятої Богородиці.

## Нагороди
- Орден «За мужність» ІІІ ступеня (2023)[6]
- Почесний громадянин Конотопа (2024)